# Cypripedium columbianum
Cypripedium columbianum là một loài thực vật có hoa trong họ Lan. Loài này được Sheviak mô tả khoa học đầu tiên năm 1992.